# Cellieu
Cellieu est une commune française située dans le département de la Loire en région Auvergne-Rhône-Alpes. Ses habitants sont les Cellieutaires.

## Géographie

### Localisation
Situé à 20 km de Saint-Étienne, Cellieu est un village de la Loire rattaché au canton de La Grand Croix. Il est composé d'un bourg central auquel sont rattachés plusieurs hameaux dont les plus grands sont Salcigneux, Peyrieux, la Jusserandière, Mulet et Couttange.
À noter que le hameau de Salcigneux, plus proche de Saint-Chamond, a une population plus importante que le bourg.
Par ailleurs, dans le langage des Cellieutaires, le nom « Cellieu » peut se référer à la fois au village dans son ensemble et au seul bourg en opposition avec les hameaux.
L'IGN a déterminé que Cellieu est le centre géographique de la nouvelle région Auvergne-Rhône-Alpes.

### Communes limitrophes
| Valfleury     | Valfleury      | Valfleury |
| Saint-Chamond | Cellieu        | Chagnon   |
| L'Horme       | La Grand-Croix | Lorette   |

### Géologie et relief
La superficie de la commune est de 12,11 km2 ; son altitude varie de 318  à   812 mètres.
Le bourg est à environ 500 mètres d'altitude. Le territoire communal est situé sur le versant sud des Monts du Jarez, en face des monts du Pilat.
Le hameau de Croix blanche permet d'avoir un panorama de Saint-Chamond à l'agglomération lyonnaise et plus loin les Alpes par beau temps.

### Voies de communication et transports
Cellieu est accessible par l'A47 (en quelques minutes), ce qui entraîne un fort phénomène de périurbanisation. La commune a doublé en population depuis les années 1970. La commune est à 20 minutes de Saint-Étienne et 35 minutes de Lyon. Le prix du foncier augmente et les maisons individuelles fleurissent un peu partout sur la commune, de nombreux terrains sont viabilisés depuis cette augmentation démographique.
Toutefois, l'économie cellieutaire reste basée sur l'arboriculture, abricots, pommes et surtout cerise, ce dernier étant le symbole de la commune qui se revendique "capitale de la cerise". Au printemps, les arbres en fleurs rendent encore plus belle la commune. Des barrages d'agriculteurs jalonnent le territoire.
Le GR 7 passe à Croix Blanche.

#### Transports urbains
Cellieu est reliée à La Grand-Croix grâce à la ligne 48 de la STAS.
Le projet de l'autoroute A45 en substitution à l'autoroute A47 crée beaucoup de débats chez les Cellieutaires car il implique l'expropriation de nombreux terrains agricoles. Finalement le projet est abandonné en octobre 2018.

### Climat
Pour des articles plus généraux, voir Climat d'Auvergne-Rhône-Alpes et Climat de la Loire.
En 2010, le climat de la commune est de type climat océanique dégradé des plaines du Centre et du Nord, selon une étude du Centre national de la recherche scientifique s'appuyant sur une série de données couvrant la période 1971-2000. En 2020, Météo-France publie une typologie des climats de la France métropolitaine dans laquelle la commune est exposée à un climat de montagne ou de marges de montagne et est dans la région climatique Nord-est du Massif Central, caractérisée par une pluviométrie annuelle de 800 à 1 200 mm, bien répartie dans l’année.
Pour la période 1971-2000, la température annuelle moyenne est de 10,7 °C, avec une amplitude thermique annuelle de 17,2 °C. Le cumul annuel moyen de précipitations est de 822 mm, avec 9,5 jours de précipitations en janvier et 6,5 jours en juillet. Pour la période 1991-2020, la température moyenne annuelle observée sur la station météorologique de Météo-France la plus proche, « St-chamond-p », sur la commune de Saint-Chamond à 6 km à vol d'oiseau, est de 12,5 °C et le cumul annuel moyen de précipitations est de 681,9 mm,. Pour l'avenir, les paramètres climatiques de la commune estimés pour 2050 selon différents scénarios d'émission de gaz à effet de serre sont consultables sur un site dédié publié par Météo-France en novembre 2022.

## Urbanisme

### Typologie
Au 1er janvier 2024, Cellieu est catégorisée ceinture urbaine, selon la nouvelle grille communale de densité à sept niveaux définie par l'Insee en 2022.
Elle appartient à l'unité urbaine de Saint-Étienne, une agglomération inter-départementale regroupant 32  communes, dont elle est une commune de la banlieue,,. Par ailleurs la commune fait partie de l'aire d'attraction de Saint-Étienne, dont elle est une commune de la couronne,. Cette aire, qui regroupe 105 communes, est catégorisée dans les aires de 200 000 à moins de 700 000 habitants,.

### Occupation des sols
L'occupation des sols de la commune, telle qu'elle ressort de la base de données européenne d’occupation biophysique des sols Corine Land Cover (CLC), est marquée par l'importance des territoires agricoles (63,4 % en 2018), en diminution par rapport à 1990 (73,5 %). La répartition détaillée en 2018 est la suivante : 
cultures permanentes (50,1 %), forêts (21,5 %), zones agricoles hétérogènes (12,3 %), zones urbanisées (9,5 %), milieux à végétation arbustive et/ou herbacée (5,7 %), prairies (1 %). L'évolution de l’occupation des sols de la commune et de ses infrastructures peut être observée sur les différentes représentations cartographiques du territoire : la carte de Cassini (XVIIIe siècle), la carte d'état-major (1820-1866) et les cartes ou photos aériennes de l'IGN pour la période actuelle (1950 à aujourd'hui).

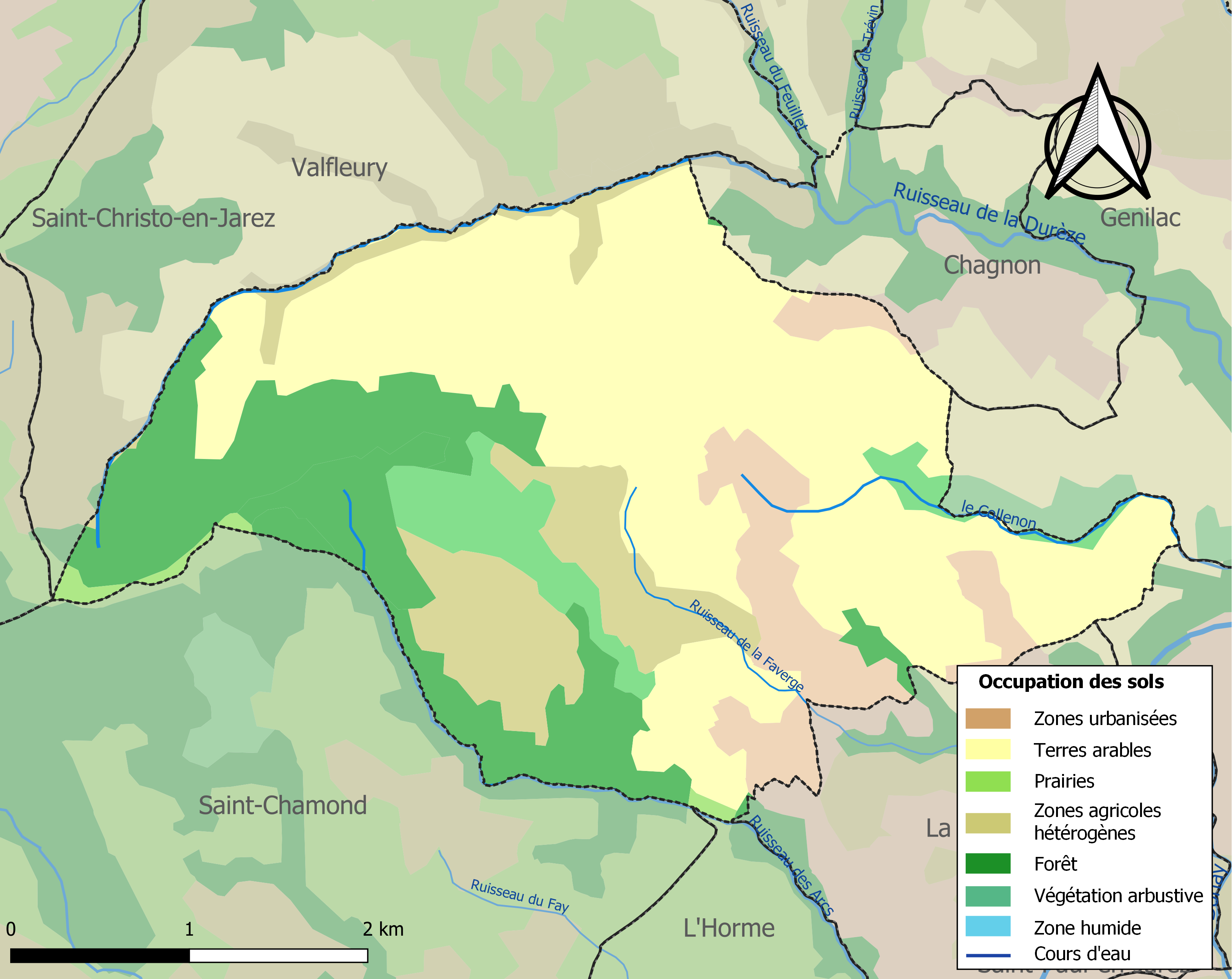
Carte des infrastructures et de l'occupation des sols de la commune en 2018 (CLC).

## Histoire
Pendant la période gallo-romaine, la région est particulièrement marquée par la présence romaine, comme en témoigne la construction de l'aqueduc du Gier. Celui-ci alimente en eau Lugdunum (Lyon) et va de Saint-Chamond à Lyon, en traversant la paroisse de Cellieu du Sud au Nord.
Au XIIe siècle et jusqu'à la Révolution, la paroisse de Cellieu dépend de la région lyonnaise. Dans les actes officiels, on parle alors de « Cellieu en Lyonnais ». Les chanoines comtes de Lyon imposeront à la population, des conditions d'existence particulièrement dures. Au Moyen Âge et jusqu'à la Révolution, la plus grande partie du territoire de la paroisse se partage entre quelques propriétaires seulement : les chanoines de Lyon, le marquis de Saint-Chamond et des congrégations religieuses.
En 1789, le département Rhône-et-Loire est créé. Cellieu dépend alors du district de Saint-Étienne et du canton de Saint-Romain les vergers (Saint-Romain-en-Jarez). Cellieu élit son premier conseil municipal le 13 septembre 1791 qui a pour maire Jean-Marie Bajard.
Cellieu doit son nom à l’expression latine Celae locus « le lieu du monastère ».
Ce n'est qu'au XIIIe siècle que le nom de Cellieu est utilisé.
Le 9 mai 1860, en vertu d'une loi, une partie du territoire de Cellieu et de celui de Saint-Paul-en-Jarez a donné naissance à La Grand-Croix.

## Politique et administration

### Municipalité
| Période                                  | Période  | Identité          | Étiquette | Qualité |
| ---------------------------------------- | -------- | ----------------- | --------- | ------- |
| Les données manquantes sont à compléter. |          |                   |           |         |
| 1970                                     | 1977     | Maurice Chatagnon |           |         |
| 1977                                     | 1983     | Louis Vellerut    |           |         |
| 1983                                     | 1999     | Marcel Villard    |           |         |
| 1999                                     | mai 2020 | Alain Vercherand  |           |         |
| mai 2020                                 | En cours | Marc Tardieu      |           |         |

### Implication politique de la commune
La commune de Cellieu est considérée comme traditionnelle et conservatrice. Lors d'élections nationales, les votes pour le Front National y sont fréquemment majoritaires.
La commune est souvent traversée par le débat de l'autoroute A45. Celle-ci implique l'expropriation de nombreux terrains agricoles. L'agriculture étant la principale source d'emplois dans la commune, la population est par conséquent majoritairement opposée au projet. À l'issue des élections cantonales de 2015, Cellieu a vu un des plus hauts scores du canton de Sorbiers en faveur de l'EELV car elle était la seule liste à s'opposer à l'A45 dans son programme électoral.
Cellieu a vu en 2014 et 2015 un débat sur l'extension du parc moto-cross du Fay en raison des nuisances sonores. Le moto-cross avait obtenu l'aval de la mairie de L'Horme à laquelle il est rattaché pour prendre une ampleur régionale, mais la géographie du territoire faisait qu'il incommodait notamment les habitants de Salcigneux. Le propriétaire du parc a proposé d'imposer des restrictions pour limiter les nuisances.

## Démographie
L'évolution du nombre d'habitants est connue à travers les recensements de la population effectués dans la commune depuis 1793. Pour les communes de moins de 10 000 habitants, une enquête de recensement portant sur toute la population est réalisée tous les cinq ans, les populations de référence des années intermédiaires étant quant à elles estimées par interpolation ou extrapolation. Pour la commune, le premier recensement exhaustif entrant dans le cadre du nouveau dispositif a été réalisé en 2008.

En 2022, la commune comptait 1 719 habitants, en évolution de +1,18 % par rapport à 2016 (Loire : +1,32 %, France hors Mayotte : +2,11 %).
| 1793 | 1800 | 1806 | 1821 | 1831 | 1836 | 1841  | 1846  | 1851  |
| ---- | ---- | ---- | ---- | ---- | ---- | ----- | ----- | ----- |
| 860  | 846  | 850  | 865  | 901  | 996  | 1 019 | 1 090 | 1 161 |

| 1856  | 1861  | 1866 | 1872  | 1876 | 1881  | 1886  | 1891  | 1896  |
| ----- | ----- | ---- | ----- | ---- | ----- | ----- | ----- | ----- |
| 1 268 | 1 040 | 978  | 1 020 | 971  | 1 049 | 1 106 | 1 080 | 1 107 |

| 1901  | 1906  | 1911 | 1921 | 1926 | 1931 | 1936 | 1946 | 1954 |
| ----- | ----- | ---- | ---- | ---- | ---- | ---- | ---- | ---- |
| 1 065 | 1 025 | 935  | 766  | 814  | 772  | 755  | 734  | 744  |

| 1962 | 1968 | 1975 | 1982  | 1990  | 1999  | 2006  | 2008  | 2013  |
| ---- | ---- | ---- | ----- | ----- | ----- | ----- | ----- | ----- |
| 731  | 764  | 870  | 1 097 | 1 228 | 1 466 | 1 513 | 1 526 | 1 665 |

| 2018  | 2022  | - | - | - | - | - | - | - |
| ----- | ----- | - | - | - | - | - | - | - |
| 1 695 | 1 719 | - | - | - | - | - | - | - |

Signe de son bon dynamisme démographique, le taux d'accroissement de la population (+3,2 %) est quasiment deux fois supérieur à celui du département (+1,7 %) entre 1999 et 2008.[réf. nécessaire]

## Culture et patrimoine

### Lieux et monuments
- Nouveau stade de football ;
- Le calvaire ;
- Les vergers.
- Église Saint-Philibert de Cellieu.

### Espaces verts et fleurissement
En 2014, la commune obtient le niveau « une fleur » au concours des villes et villages fleuris.

### Sport et animations culturelles
Cellieu est équipé de plusieurs ensembles sportifs. Le stade des Roches est un complexe omnisports qui abrite un terrain de football en gazon synthétique SYE, une salle polyvalente et un dojo.
Plusieurs activités sportives sont proposées par la commune, mais la majorité des domaines sportifs nécessite un déplacement sur Saint-Chamond ou Saint-Étienne. La ville dispose d'un club de football amateur : la jeunesse sportive de Cellieu (ou JSC) qui dispose de trois équipes mais qui n'a jamais eu assez d'effectifs pour ouvrir une équipe féminine.
Culturellement, Cellieu est rattachée à la Maison de la jeunesse et des Sports de Rive-de-Gier.
Cellieu est inclus dans le concours de la Dictée en Fête qui confronte des joueurs de Grand-Croix, Farnay, Lorette, L'Horme, Rive-de-Gier et Cellieu.

### Langue régionale et patois
Le village de Cellieu est fortement influencé par la culture stéphanoise et notamment par le langage Gaga.
De nombreux emprunts à la langue gaga sont donc observables à Cellieu, ainsi que l'accent couramiaud.
On peut noter de manière non exhaustive quelques-uns de ces emprunts :
- Les babets sont, comme dans le parler stéphanois, le terme régional pour désigner les pommes de pin.
- Les godiveaux sont des saucisses équivalentes aux chipolatas. Ce nom est très utilisé et certains habitants ignorent le nom-même de chipolatas.
- Les airelles désignent les myrilles.
- L'accent couramiaud tend à faire supprimer certaines voyelles, notamment quant à la ville de Saint Chamond, fréquemment prononcée Saint Ch'mond. Il tend également à produire des dérives phonétiques telles que la dérivation du "o" en "a" conduisant à prononcer notamment les couleurs jaunes et roses respectivement "janes" et "rases".
On peut également observer certains adages et dictons propres à la commune. À Salcigneux notamment, on dit que "voir le Mont Blanc annonce le mauvais temps". En effet, le Mont Blanc par temps très dégagé est visible à l'est et la venue de la pluie le lendemain coïncide fréquemment avec ces périodes où le Mt Blanc est visible. D'autres adages sont tirés des coutumes paysannes qui ne sont pas spécifiques à la région.

### Héraldique
| Blason de Cellieu | Blason  | D'argent au village du champ essoré de gueules et ombré de sable ; au chef voûté d'azur et à la champagne ployée de sinople ; à deux cerises de gueules, tigées et feuillées de sinople brochant sur le tout. |
| Blason de Cellieu | Détails | Le statut officiel du blason reste à déterminer. |